# Steve Smith (Footballspieler)
Stevonne Latrall "Steve" Smith Sr. (* 12. Mai 1979 in Lynwood, Kalifornien) ist ein ehemaliger US-amerikanischer American-Football-Spieler auf der Position des Wide Receivers. Er spielte für die Carolina Panthers und die Baltimore Ravens in der National Football League (NFL). Smith wurde in seiner Karriere fünf Mal in den Pro Bowl gewählt.

## Karriere

### College
Während des Collegebesuchs an der University of Utah spielte er bei den Utah Utes.

### NFL

#### Carolina Panthers
Im Jahr 2001 wurde Smith in der dritten Runde als 74. Spieler im NFL Draft von den Carolina Panthers gedraftet. In seiner ersten Saison wurde er hauptsächlich als Kick- und Punt-Returner eingesetzt und erzielte die viertmeisten Yards in der Liga. Für diese Leistung wurde er schon als Rookie zum ersten Mal in die Pro Bowl gewählt.
Ab der Spielzeit 2002 wurde er als Wide Receiver in der Anfangsformation eingesetzt. 2003 war er maßgeblich am Einzug der Panthers in den Super Bowl XXXVIII beteiligt, den sie allerdings knapp mit 32:29 gegen die New England Patriots verloren.
Im ersten Spiel der Saison 2004 gegen die Green Bay Packers brach sich Smith das Bein und verpasste den Rest der Spielzeit. 2005 kam er nach seiner schweren Verletzung zurück und erzielte in dieser Saison die meisten Yards (1563), gefangene Pässe (103) und Touchdowns unter allen Wide Receivern. Die Carolina Panthers kamen bis ins NFC Championship Game, wo sie aber gegen die Seattle Seahawks verloren. Steve Smith wurde wieder in die Pro Bowl gewählt und gewann gemeinsam mit Tedy Bruschi von den New England Patriots den Preis als NFL Comeback Player of the Year. Trotz einiger Verletzungen erreichte er auch 2006 gute Statistiken und wurde zum dritten Mal in die Pro Bowl gewählt.

#### Baltimore Ravens
Zur Saison 2014 wechselte Smith zu den Baltimore Ravens und unterschrieb einen Vertrag über 3 Jahre.
Im Sommer 2015 verkündete er, seine Karriere nach der neuen Saison beenden zu wollen.
Im achten Spiel der Saison 2015 knackte Steve Smith die 13.932-Yards-Marke, wodurch er den zehnten Platz der NFL-Geschichte an Receiving Yards erreichte. Noch im selben Spiel verletzte er sich schwer an der Achillessehne, was das Saisonaus und ein mögliches vorzeitiges Karriereende bedeutete. Am 30. Dezember 2015 ließ er verlauten, dass er doch noch eine weitere Saison Football spielen werde.
Am vorletzten Spieltag der Saison 2016 verkündete Smith seine Karriere mit Ablauf der aktuellen Saison zu beenden. Als Hauptgrund nannte er seine Frau und seine Kinder.